# 오네가호

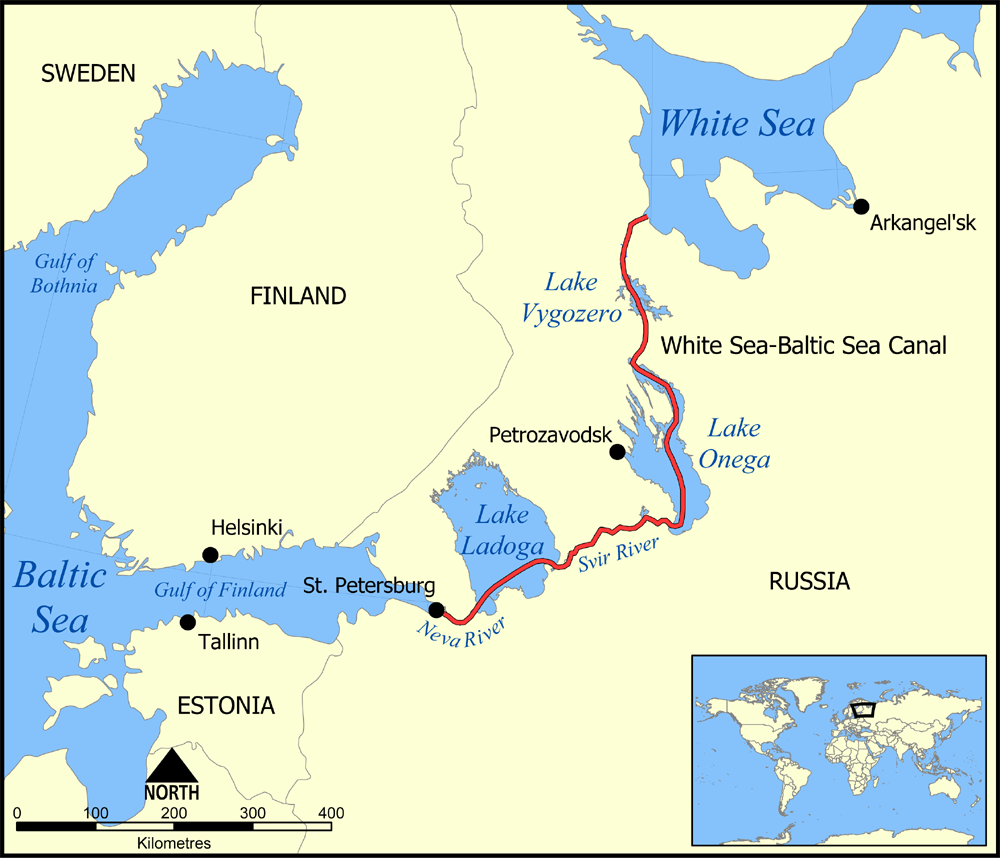

오네가호(러시아어: Онежское озеро, 카랼라어: Oniegu, 벱스어: Änin’e, 핀란드어: Äänisjärvi 애니섀르비[*])는 러시아 북서부에 있는 호수이다. 면적 9,894km2이고 유럽에서 2번째로 큰 호수이다.
호수의 서쪽에는 카렐리야 공화국의 수도 페트로자보츠크가 있다.
라도가호에서는 스비르강이 흐르기 시작하고 있다.
- 오네가호를 흐르는 강; 비테그라강(Вытегра), 수나강(Суна), 안도나강(Андома), 보들라강(Водла), 슈야강(Шуя), 메그라강(Мегра)

## 오네가호의 도시
- 페트로자봇스크(Петрозаводск)
- 콘도포가(Кондопога)
- 메드베지예고르스크(Медвежьегорск)
- 포베네츠(Повенец)

## 갤러리

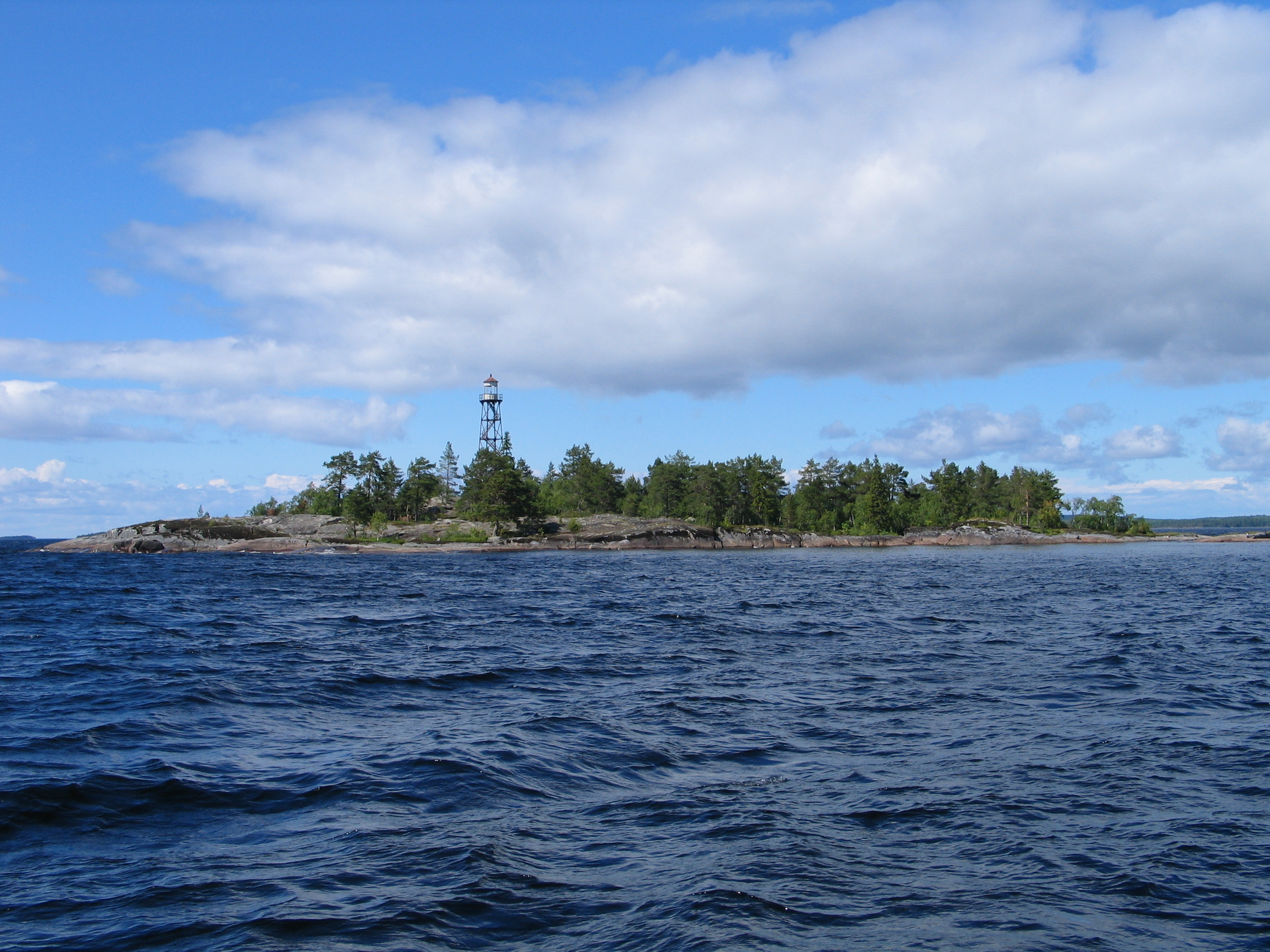
Sosnowets Island
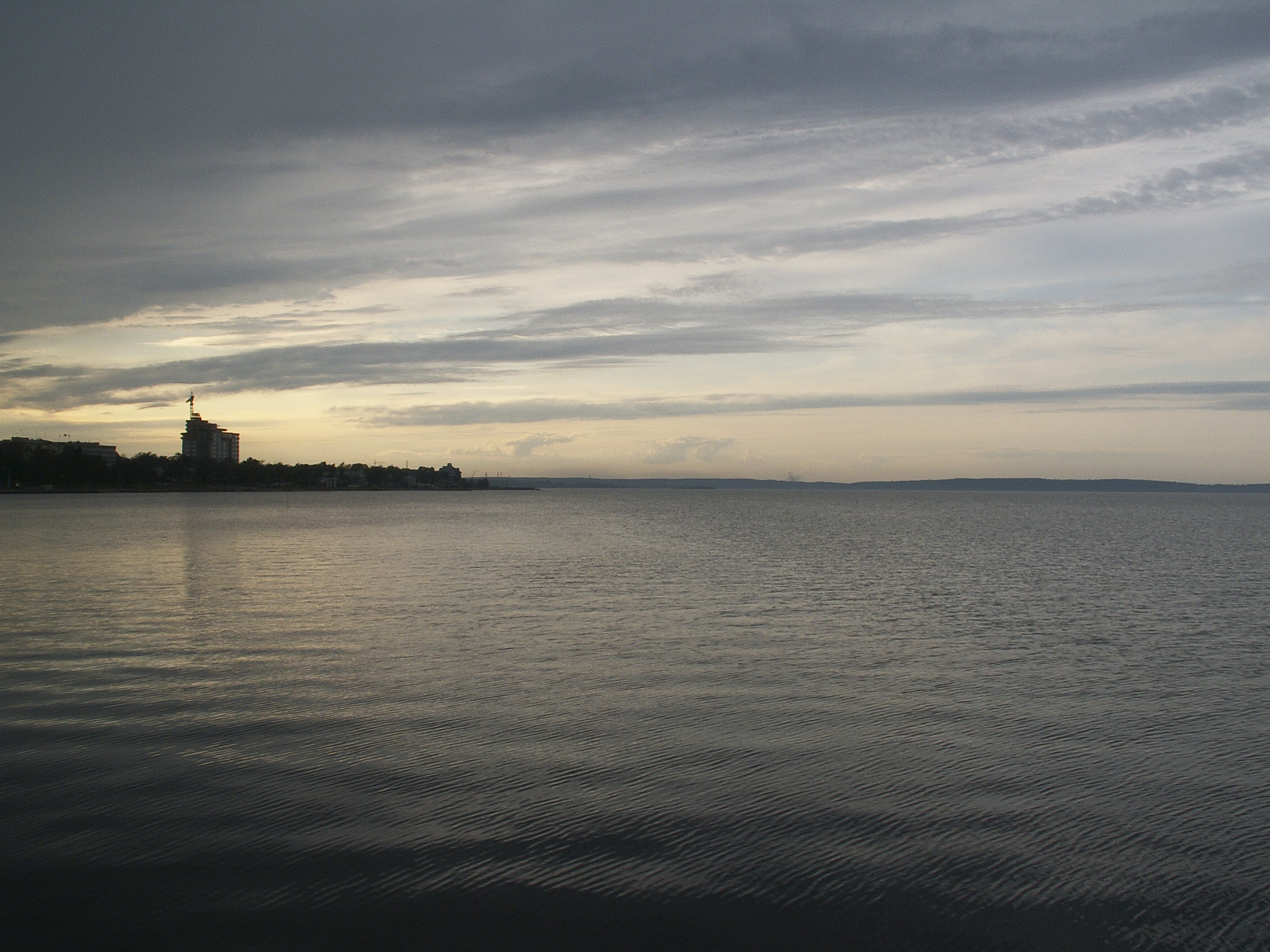
Petrozavodsk Bay
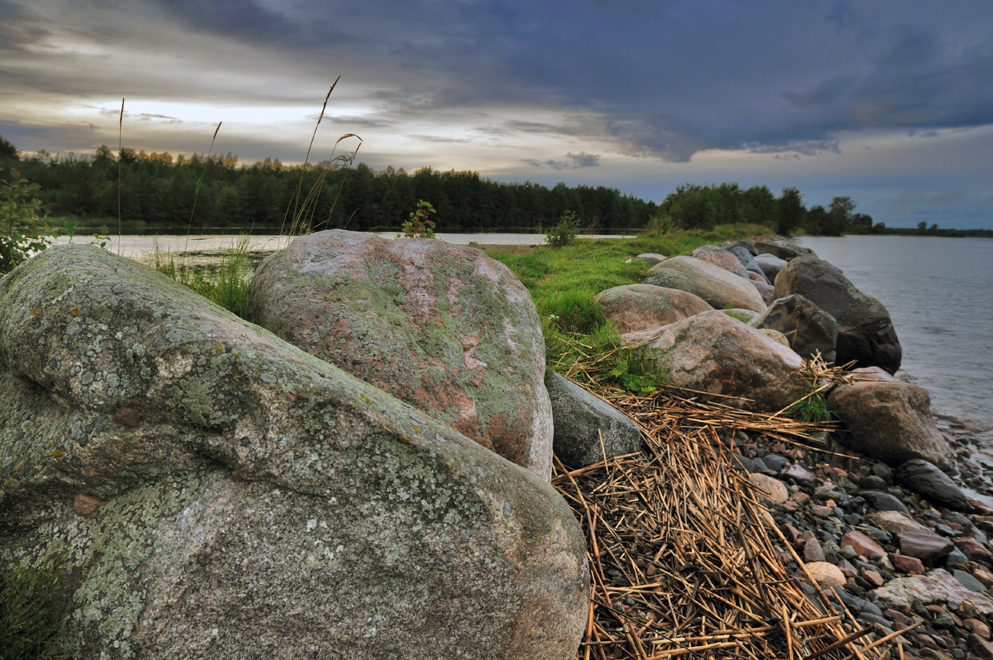
Lakeshore
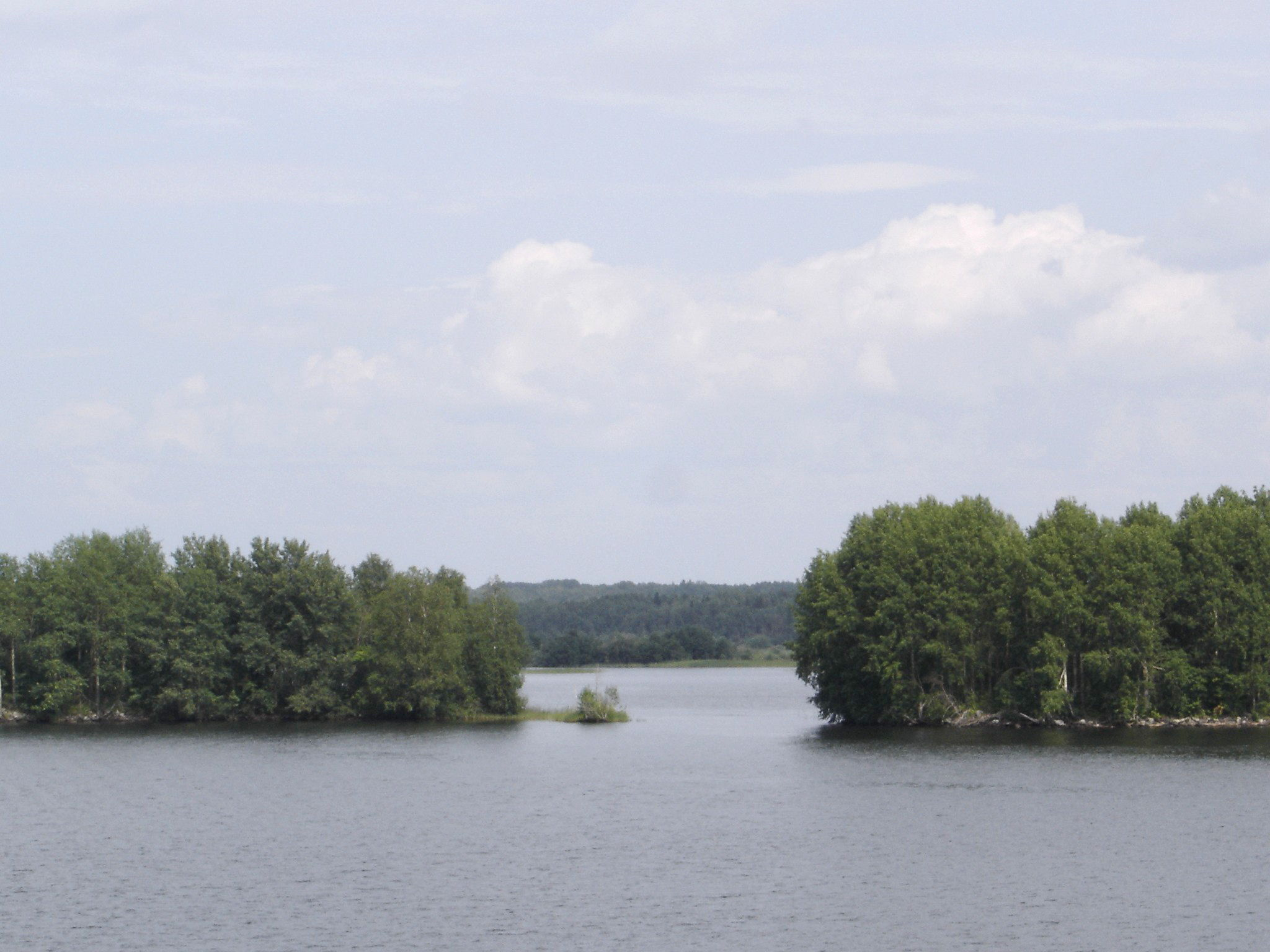
Islands